# Rothmannia eucodon
Rothmannia eucodon är en måreväxtart som först beskrevs av Karl Moritz Schumann, och fick sitt nu gällande namn av Cornelis Eliza Bertus Bremekamp. Rothmannia eucodon ingår i släktet Rothmannia och familjen måreväxter. Inga underarter finns listade i Catalogue of Life.